# 1770 Schlesinger
1770 Schlesinger este un asteroid din centura principală, descoperit pe 10 mai 1967, de Carlos Cesco și Arnold Klemola.